# Torneo de Winston-Salem 2011
El Torneo de Winston-Salem es un evento de tenis que sustituyó al Torneo de New Haven, que se disputa en Winston-Salem, Estados Unidos, se juega entre el 21 y 27 de agosto de 2011.

## Campeones
- Individuales masculinos:  John Isner derrota a  Julien Benneteau por 4-6, 6-3 y 6-4.

- Dobles masculinos:  Jonathan Erlich /  Andy Ram derrotan a  Christopher Kas /  Alexander Peya por 7-6(2) y 6-4.

## Puntos y premios
El torneo se realiza con una inversión de 625.000 dólares, de los cuales, 553.125 dólares son entregados a los tenistas de la siguiente forma:
- Singles

| Ronda            | Puntos ATP | Premios ATP |
| Campeón          | 250        | 74.630      |
| Finalista        | 150        | 42.500      |
| Semifinal        | 90         | 24.520      |
| Cuartos de final | 45         | 14.435      |
| Tercera ronda    | 20         | 8.410       |
| Segunda ronda    | 10         | 5.110       |
| Primera ronda    | 0          | 3.115       |
| Clasificado      | 5          |             |
| Clasificación R3 | 3          | 920         |
| Clasificación R2 | 0          | 440         |
| Clasificación R1 | 0          | 0           |

- Dobles

| Ronda            | Puntos ATP | Premios ATP |  |
| Campeón          | 250        | 30.650      |  |
| Finalista        | 150        | 16.100      |  |
| Semifinal        | 90         | 8.730       |  |
| Cuartos de final | 45         | 4.990       |  |
| Primera ronda    | 0          | 2.920       |  |